# Felix Zimmermann (Geistlicher)
Felix Zimmermann (* 22. März 1886 in Freudenberg; † 28. April 1945 in Swerdlowsk) war ein deutscher römisch-katholischer Geistlicher und Märtyrer.

## Leben
Felix Zimmermann studierte katholische Theologie in Braunsberg und wurde am 6. Juni 1913 in Frauenburg zum Priester geweiht. Die Stationen seines Wirkens waren: Kaplan in Allenstein (Herz-Jesu-Kirche), in Neu Kockendorf, Etappenpfarrer während des  Ersten Weltkriegs, Kaplan in Kiwitten, ab 1922 Kurat in Gumbinnen, in Korschen und ab November 1940 Pfarrer in Roggenhausen. Nach der Besetzung durch die Rote Armee am 19. Januar 1945 wurde er in die UdSSR verschleppt und starb in einem Lager bei Swerdlowsk im Alter von 59 Jahren.
Seit 1909 war er Mitglied der katholischen Studentenverbindung KDStV Ripuaria Freiburg im Breisgau im CV.

## Gedenken
Die Römisch-katholische Kirche in Deutschland hat Felix Zimmermann als Märtyrer aus der Zeit des Nationalsozialismus in das deutsche Martyrologium des 20. Jahrhunderts aufgenommen.